# امیرمحمد حیدری
امیرمحمد حیدری جانبهان (زادهٔ ۳۱ شهریور ۱۳۸۲ در تبریز، استان آذربایجان شرقی) بازیکن فوتبال اهل ایران است. وی در پست مدافع راست بازی می‌کند و از نیم‌فصل زمستانی ۱۴۰۴ (ژانویه ۲۰۲۶) به عضویت تیم ملوان بندر انزلی درآمده‌است.

## زندگی‌نامه
```
امیرمحمد حیدری جانبهان در شهر تبریز و در خانواده‌ای علاقه‌مند به ورزش به دنیا آمد. او از سنین پایین به فوتبال علاقه‌مند شد و فعالیت خود را از رده‌های پایه آغاز کرد. تلاش و پشتکار او در سال‌های نوجوانی باعث شد تا به عنوان بازیکنی بااستعداد در پست دفاع راست شناخته شود.
```

## دوران حرفه‌ای

### ملوان بندر انزلی
```
در 
نقل‌وانتقالات زمستانی سال ۲۰۲۶ (دی–بهمن ۱۴۰۴)
، حیدری جانبهان با امضای قراردادی رسمی به تیم فوتبال 
ملوان بندر انزلی
 پیوست. این انتقال از طریق وب‌سایت رسمی باشگاه تأیید شد.
```

اولین حضور او در فهرست تیم در دی‌ماه ۱۴۰۴ ثبت شد. وی تاکنون در دیدارهای رسمی برای تیم بزرگسالان به میدان نرفته و در حال آماده‌سازی برای حضور در مسابقات آینده است.

## سبک بازی
```
او در پست 
مدافع راست
 بازی می‌کند. از ویژگی‌های فنی او می‌توان به سرعت، دقت در جای‌گیری، و قدرت نفوذ در جناح راست اشاره کرد.
```

## آمار حرفه‌ای
| باشگاه           | فصل       | تعداد بازی | گل | پاس گل |
| ---------------- | --------- | ---------- | -- | ------ |
| ملوان بندر انزلی | ۱۴۰۴–۱۴۰۵ | ۰          | ۰  | ۰      |